# Antonowiczowie herbu Andrault de Buy
Antonowiczowie herbu Andrault de Buy – polska rodzina szlachecka pochodząca z Francji.

## Historia
Za protoplastę rodu uchodzi Grzegorz Andrault de Buy, hrabia de Langeron, który przybrał nazwisko Antonowicz.
Przedstawicielami tej rodziny byli m.in. Afinogen Antonowicz, ekonomista i carski minister finansów, oraz jego wnuk Mikołaj Antonowicz.